# Anna Nalick
Anna Christine Nalick (nacida el 30 de marzo de 1984) es una cantante y compositora estadounidense. Su álbum debut, Wreck of the Day, incluye su primer éxito comercial, "Breathe (2 AM)", lanzado el 19 de abril de 2005. En 2009 dejó la discográfica Sony  adespués de un altercado que giró en torno al lanzamiento de un nuevo álbum. El 2 de marzo de 2011, Nalick anunció el lanzamiento de su segundo álbum Broken Doll & Odds & Ends para mayo de 2011, pero después de varios retrasos, el mismo fue lanzado finalmente el 5 de junio.

## Discografía

### Álbumes de estudio
- Wreck of the Day (2005)
- Broken Doll & Odds & Ends (2011)
- At Now (2017)
- The Blackest Crow (2019)

### Sencillos
- "Breathe (2 AM)" (2004)
- "In the Rough" (2005)
- "Wreck of the Day" (2006)
- "Shine" (2008)